# Audrey Diwan
Audrey Diwan (1980) és una periodista, escriptora, guionista i directora de cinema francesa d'origen libanès. El 2021 va guanyar el Lleó d'Or a la 78a Mostra Internacional de Cinema de Venècia per la pel·lícula L’évenément (L'esdeveniment), concedit per un jurat presidit pel director Bong Joon-ho.

## Trajectòria
Prové d'una família maronita libanesa. Va estudiar Periodisme i Ciències Polítiques. Va començar a treballar de periodista a la revista Technikart. Als 23 anys la revista Glamour li va proposar la direcció de la secció de societat i, posteriorment, la de cultura. Més endavant va treballar a Stylist. El 2007 va publicar la seva primera novel·la, La Fabrication d'un mensonge, sobre el tema del matrimoni. Un any després va participar al llibre col·lectiu 11 femmes. El 2013 es va publicar el llibre How to be parisian, en col·laboració amb Anne Berest, Caroline de Maigret i Sophie Mas.
El 2008 va començar la seva labor com a guionista i el 2019 va presentar el seu primer llargmetratge com a realitzadora, Mais vous êtes fous, sobre les relacions de parella, la ruptura de confiança i l'addicció.
El 2021 es va convertir en la sisena dona a conquerir el Lleó d'Or de la Mostra de Venècia -la primera va ser Margarethe von Trotta el 1981-, amb L’événement, una adaptació de la novel·la homònima de l’any 2000 d'Annie Ernaux, en què l'escriptora relata la seva batalla per interrompre un embaràs a la França del 1963 quan la llei ho prohibia. Als premis de Venècia, Audrey Diwan va succeir Chloé Zhao, qui va ser recompensada l’any abans per Nomadland.
Compromesa amb els drets de les dones, és membre de l'ONG francesa Collectif 50/50 que treballa a favor de la igualtat de dones i homes a la indústria cinematogràfica: «el meu feminisme està evolucionant, es torna més fort, més clar també, a mesura que les meves preguntes sobre aquest tema es tornen més complexes».

## Obra publicada
- Confession d'un salaud, amb Fatou Biramah, investigació periodística, Denoël, 2004.
- La Fabrication d'un mensonge, novel·la, Flammarion, 2007 - Pemi René-Fallet 2008, Premi Claude Chabrol à Saumur.
- 11 femmes : 11 nouvelles inédites, col·lectiu, J'ai lu, 2008.
- De l'autre côté de l'été, Flammarion, 2009.
- How to be parisian, coescrit amb Anne Berest, Caroline de Maigret et Sophie Mas, Random House, 2013.